# Tylopsis gracilis
Tylopsis gracilis är en insektsart som beskrevs av Lucien Chopard 1954. Tylopsis gracilis ingår i släktet Tylopsis och familjen vårtbitare. Inga underarter finns listade i Catalogue of Life.